# San Isidro Ochil
San Isidro Ochil är en ort i Mexiko.   Den ligger i kommunen Homún och delstaten Yucatán, i den östra delen av landet, 1 000 km öster om huvudstaden Mexico City. San Isidro Ochil ligger 17 meter över havet och antalet invånare är 965.
Terrängen runt San Isidro Ochil är mycket platt. Runt San Isidro Ochil är det glesbefolkat, med 9 invånare per kvadratkilometer. Närmaste större samhälle är Tekit, 11,3 km söder om San Isidro Ochil. I omgivningarna runt San Isidro Ochil växer i huvudsak lövfällande lövskog.